# DOCK2

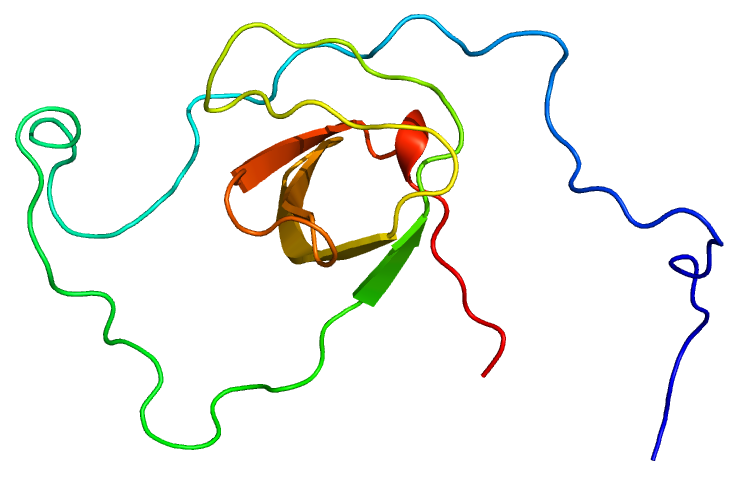
Proteína DOCK2 renderización basada en PDB 2RQR.

DOCK2 es un gen que codifica para un factor de intercambio de nucleótidos de guanina que activa directamente a RAC1 mediante la unión de GTP.
El estudio del exoma y genoma del cáncer de esófago, ha revelado la presencia de versiones mutadas de DOCK2 con una incidencia del 17%.